# Il diario segreto di Adrian Mole
Il diario segreto di Adrian Mole - Anni 13 e 3/4 (The Secret Diary of Adrian Mole - Aged 13 e 3/4) è un libro  della scrittrice inglese Sue Townsend scritto nel 1982, bestseller in Inghilterra, che narra le avventure di Adrian Mole, "mitico adolescente incasinato" di 13 anni e tre quarti.

## Trama
Il protagonista del libro Adrian Mole racconta sotto forma di diario le varie avventure che vive dall'inizio dell'anno 1981 fino al compimento dei quindici anni. Al suo diario Adrian confida di essersi innamorato di una nuova ragazza della sua classe, Pandora Braithwaite, la quale inizialmente ha una relazione con due amici di Adrian, Nigel Hetherington e Craig Thomas. Adrian inizierà ad interessarsi alla politica e a seguire l'ideologia di sinistra come Pandora; ciò rafforza l'avversione di Adrian per Scruton, il preside della loro scuola, che è un convinto sostenitore di Margaret Thatcher. Pandora e Adrian inizieranno ad avvicinarsi a seguito di un episodio in cui Adrian si reca a scuola con indosso calzini rossi anziché neri come prevede il regolamento scolastico. Pandora scambia il comportamento di Adrian, frutto della disattenzione del ragazzo, per un gesto di protesta nei confronti del preside. In seguito Adrian verrà a sapere che Pandora ricambia i suoi sentimenti per lei e i due si metteranno insieme.
Adrian è vittima di bullismo da parte di uno dei suoi compagni di classe, Barry Kent, il quale ogni giorno domanda a Adrian una somma di denaro minacciandolo e arrivando a colpirlo ogni qualvolta Adrian non è in grado di pagare l'estorsione. Inizialmente Adrian si trova un lavoro presso il servizio di consegna di giornali per guadagnare i penceh richiesti da Barry Kent e in seguito la nonna di Adrian verrà a sapere delle estorsioni del bullo e striglierà Barry Kent a dovere fino a fargli promettere che lascerà Adrian in pace.
Attraverso il suo lavoro di volontario nell'assistenza domiciliare Adrian fa la conoscenza dell'anziano Bert Baxter, la sua vecchia amica Queenie e il pastore tedesco Sabre. Bert si dimostra sin da subito un tipo burbero e scontroso nei confronti del ragazzo, ma i due finiranno per affezionarsi l'uno all'altro.
Adrian è un avido lettore e nutre una grande passione per la scrittura; nel diario compaiono spesso alcune poesie o brani in prosa scritti da Adrian e a volte spediti alla BBC nella speranza che qualcuno lo inviti a leggere una delle sue opere in radio o in televisione. Una delle poesie di Adrian cattura l'attenzione di John Tydeman, un funzionario della BBC, che risponde al ragazzo incoraggiandolo a mandare altri scritti e a migliorarsi.
Tra i problemi che tormentano Adrian vi è la pubertà; spesso il protagonista scrive sul proprio diario di essere preoccupato per gli innumerevoli brufoli sulla sua faccia.
A inizio anno la madre di Adrian, Pauline Mole, inizia una relazione con il vicino Lucas e alla fine di marzo lascia la sua famiglia per andare a vivere con Lucas a Sheffield, spingendo George Mole, il padre di Adrian, a intraprendere una relazione con la collega Doreen Slater e Adrian si ritroverà a fare il baby sitter a Maxwell, il figlio di Doreen Slater.
Nel mese di giugno George Mole perde il lavoro; Adrian trascorre le vacanze estive con sua madre e Lucas in Scozia, nonostante egli trovi Lucas insopportabile. In Scozia Adrian stringe amicizia con Hamish Mancini, un ragazzo americano suo coetaneo, e tra i due inizia un giro di corrispondenza.
Nel mese di ottobre Adrian deve farsi rimuovere le tonsille e descrive la propria sofferta permanenza in ospedale. Verso la fine di novembre la madre di Adrian torna a casa dal figlio e dal marito perché stanca del signor Lucas e George riesce a ottenere un lavoro sovvenzionato come supervisore del canale.
Nelle ultime pagine del libro vengono narrati il compimento del quindicesimo compleanno di Adrian e lo scoppio della guerra delle Falkland. Nell'ultima pagina di diario Adrian racconta di aver sentito il desiderio di sniffare la colla mentre montava un modellino ricevuto per il compleanno e come conseguenza per il suo gesto Adrian si ritrova il modellino attaccato.

## Sequel
L'Autrice, considerata l'enorme successo del primo volume, ha continuato a scrivere la vita di Adrian Mole, rappresentandola fino all'età adulta, in molti altri volumi, editi quasi tutti in lingua inglese:
- Fuori di zucca
- Il Grande Io
- Adrian Mole: The Wilderness Years
- Adrian Mole: The Cappuccino Years
- Adrian Mole and the Weapons of Mass Destruction
- The Lost Diaries of Adrian Mole, 1999-2001
- Adrian Mole: The Prostrate Years

## Edizioni
- [Sue Townsend], Il diario segreto di Adrian Mole, traduzione di C. Brera, collana Narrativa, Sperling & Kupfer, 1982,  p. 253, ISBN 88-200-3540-5.

## Film, TV e adattamenti teatrali
La Townsend ha adattato il libro per il palcoscenico nel 1984 con la musica di Ken Howard e Alan Blaikley e per una serie televisiva del 1985. Un film è previsto per il 2009.